# Přibík Jeníšek z Újezda
Přibík Jeníšek z Újezda (německy Przibik Jenissek von Aujezd, latinsky Adauctus Genissek de Ugezd; * okolo roku 1580 – 25. březen 1651 v Praze) byl český rytíř a královský úředník z rodu Jeníšků z Újezda.

## Původ
Jeníškové z Újezda vzešli z měšťanského prostředí a erb získali na přelomu 15. a 16. století. Jan Jeníšek († 1565) sloužil v západních Čechách Šternberkům. Přibík Jeníšek z Újezda byl čtvrtý z pěti synů Buriana st. Jeníška a Reginy z Klenového a Janovic, narozený někdy okolo roku 1580. Vzdělání mu patrně poskytl stejně jako jeho bratrům strýc Jan z Klenového a Janovic, nejvyšší písař Království českého. Jeho památník, dochovaný v pražské Národní knihovně, ukazuje, že v letech 1604–1605 studoval práva na univerzitě v Ingolstadtu.

## Kariéra

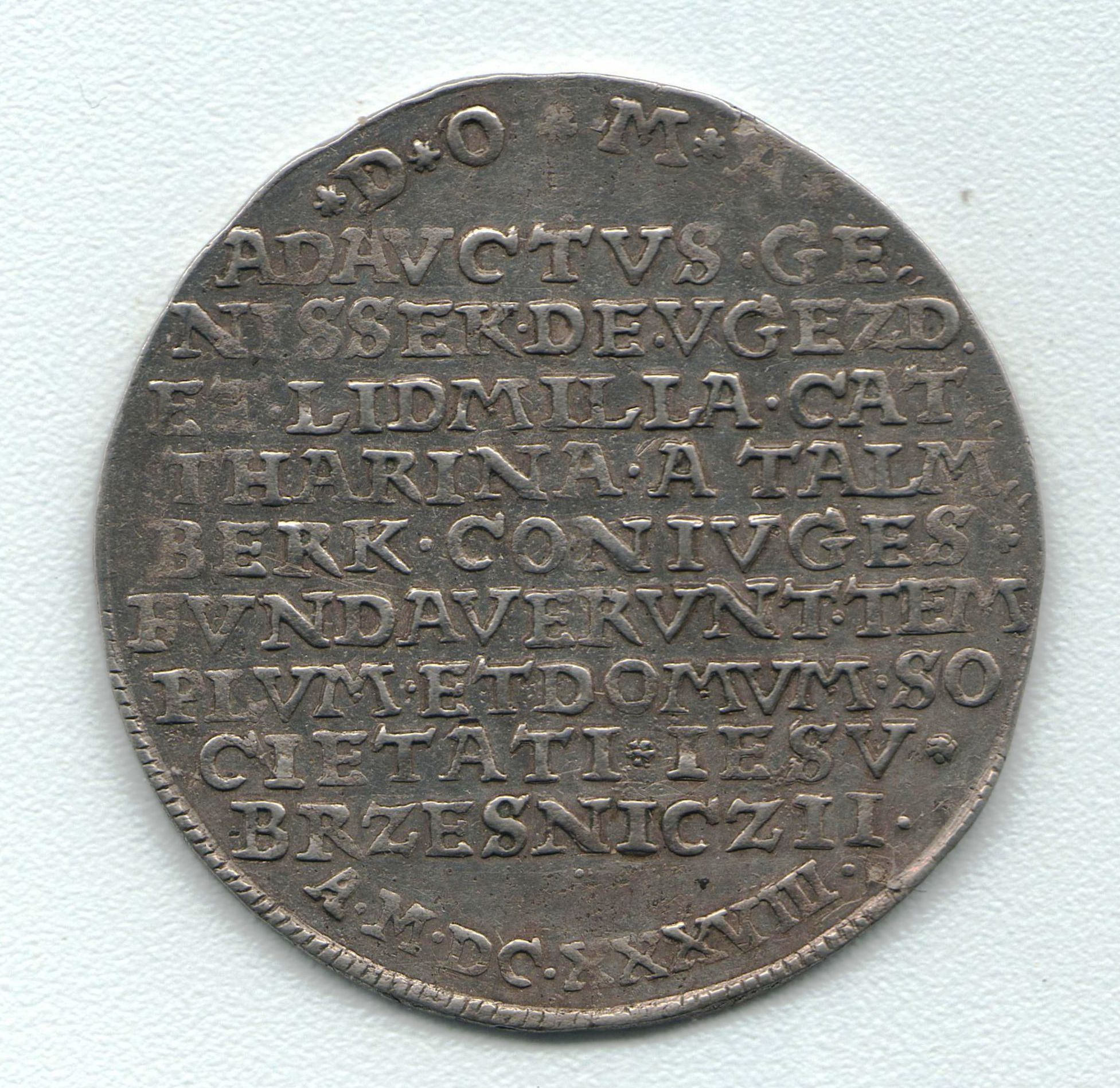
k založení koleje

Svou kariéru začal jako menší písař desk zemských. Za stavovského povstání byl vězněn a vypovězen ze země, po změně poměrů na Bílé hoře stal se z něj královský prokurátor v procesu se 27 českými pány a zastupoval krále Ferdinanda II. při konfiskacích. V červnu 1623 vystřídal Přibíka Jeníška v úřadu královského prokurátora Václav Viduna Obytecký a on sám získal vyhledávaný a dobře placený úřad karlštejnského purkrabího za rytířský stav. Od 24. února 1624 zastával úřad podkomořího královských měst, kde nahradil za povstání defenestrovaného sekretáře české kanceláře Filipa Fabricia. Účastnil se i práce protireformační komise, která po vydání Obnoveného zřízení zemského dohlížela na rekatolizaci země. Vrcholu kariery dosáhl jmenováním nejvyšším písařem Království českého dne 28. června 1640, takže patřil do sboru místodržících, kteří spravovali zemi v nepřítomnosti panovníka. Roční příjem nejvyššího písaře byl v roce 1651 odhadován na 10–12.000 zl. Při korunovaci Ferdinanda IV. v roce 1646 nesl jako nejvyšší písař novému králi žezlo.

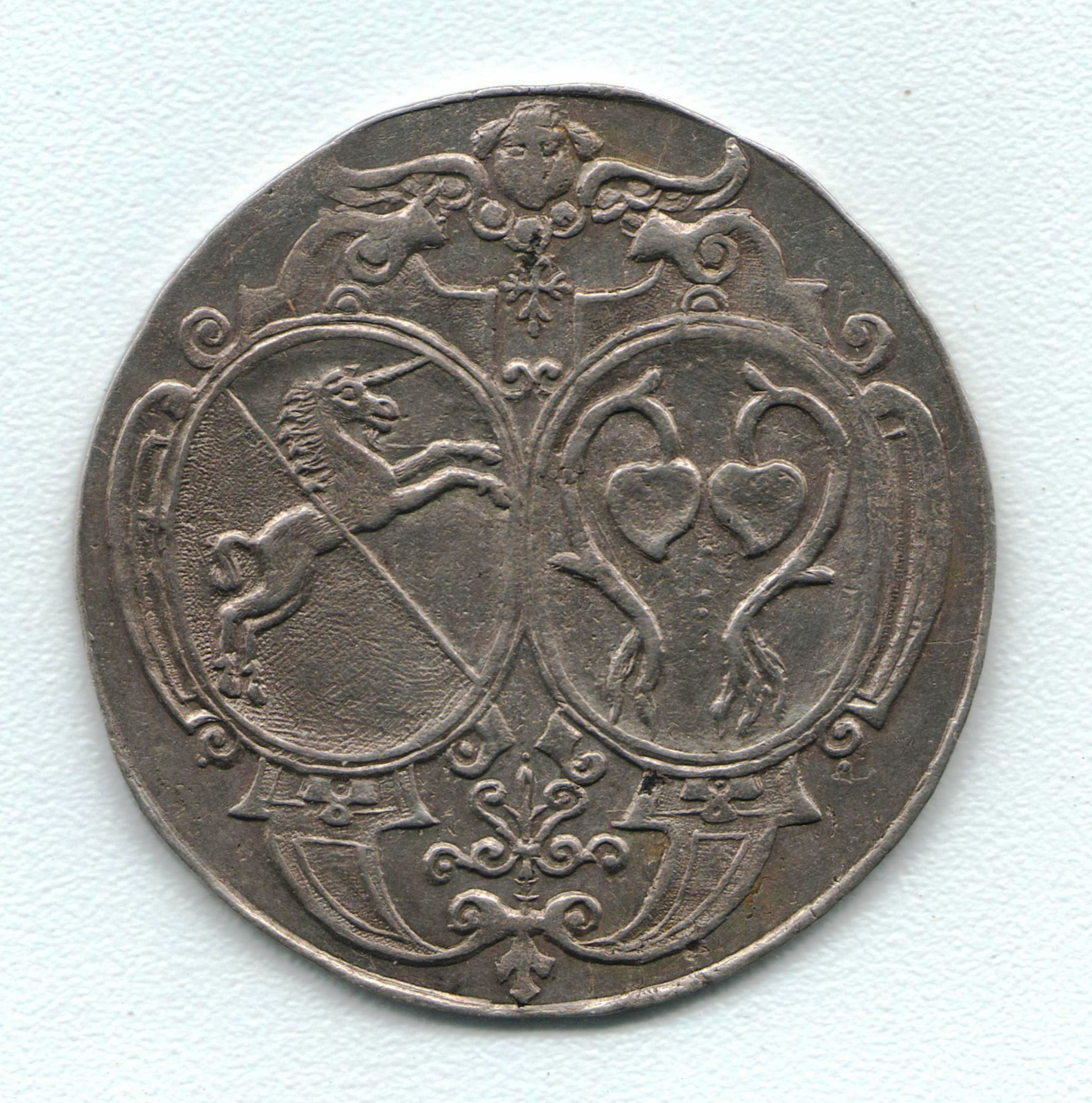
medaile manželů

## Březnice
V roce 1623 získal panství Březnici. Zámek nechal v letech 1625–1632 přestavět a z této doby se dochovala zámecká kaple. S manželkou Ludmilou Kateřinou z Talmberka založili roku 1638 ve městě kolej Jezuitům, jimž Přibík pomáhal již v roce 1636 se zřízením řádového domu v Klatovech, kde byl hybnou silou P. Albrecht Chanovský, jeho častý host na Březnici. Štěpánovice u Klatov byl rodinný jeníškovský statek, prodaný roku 1638 klatovským jezuitům. V Dobré Vodě u Březnice vystavěl v roce 1642 nad studnou s léčivým pramenem kapli sv. Máří Magdaleny.

## Erb
Císař polepšil bezdětnému úředníkovi listinou z 25. dubna 1642 erb a povolil mu vynechat jméno Jeníšek z titulu, takže se nadále psal jako Přibík z Újezda. Jeho synovec a dědic František byl navíc povýšen do stavu svobodných pánů.
Zemřel 25. března 1651 v Praze a pochován je v Březnici v kostele sv. Ignáce.

## V kultuře
- Jeníškova postava je námětem balady Přibík z Újezda Františka Šohaje z roku 1839.[4]
- Přibík Jeníšek z Újezda je prodejní název vína z vinařství Židek v Popicích.